# Phaeoacremonium krajdenii
Phaeoacremonium krajdenii är en svampart som beskrevs av L. Mostert, Summerb. & Crous 2005. Phaeoacremonium krajdenii ingår i släktet Phaeoacremonium och familjen Togniniaceae.   Inga underarter finns listade i Catalogue of Life.